# Бренес
Бренес (ісп. Brenes) — муніципалітет в Іспанії, у складі автономної спільноти Андалусія, у провінції Севілья. Населення — 12 580 осіб (2010).
Муніципалітет розташований на відстані близько 370 км на південний захід від Мадрида, 20 км на північний схід від Севільї.

## Демографія
Динаміка населення (INE ):

## Галерея зображень

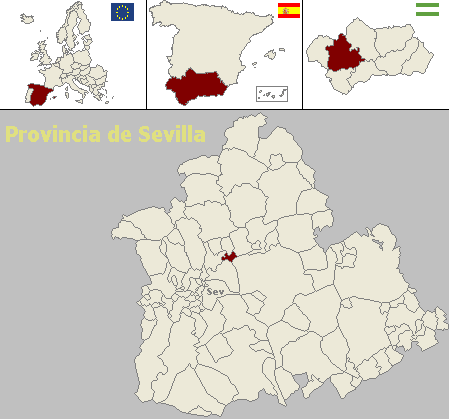
Розташування муніципалітету Бренес у провінції Севілья